# Planckvolym
Planckvolym, betecknat {\displaystyle l_{\text{P}}^{3}}, är en volymenhet och en av de härledda Planckenheterna, ett måttenhetssystem som bygger på naturliga enheter. Planckvolym definieras som:
{\displaystyle l_{\text{P}}^{3}=\left({\frac {\hbar G}{c^{3}}}\right)^{\frac {3}{2}}={\sqrt {\frac {(\hbar G)^{3}}{c^{9}}}}}
där {\displaystyle G} är gravitationskonstanten, {\displaystyle \hbar } Diracs konstant och {\displaystyle c} ljusets hastighet i vakuum.
Dess värde är ungefär 4,2217 × 10−105 m3.